# جاك ألميرا
جاك ألميرا (بالفرنسية: Jacques Almira)‏ هو كاتب فرنسي، ولد في 1950 في سيليستات في فرنسا.